# Visitas de Juan Pablo II a México

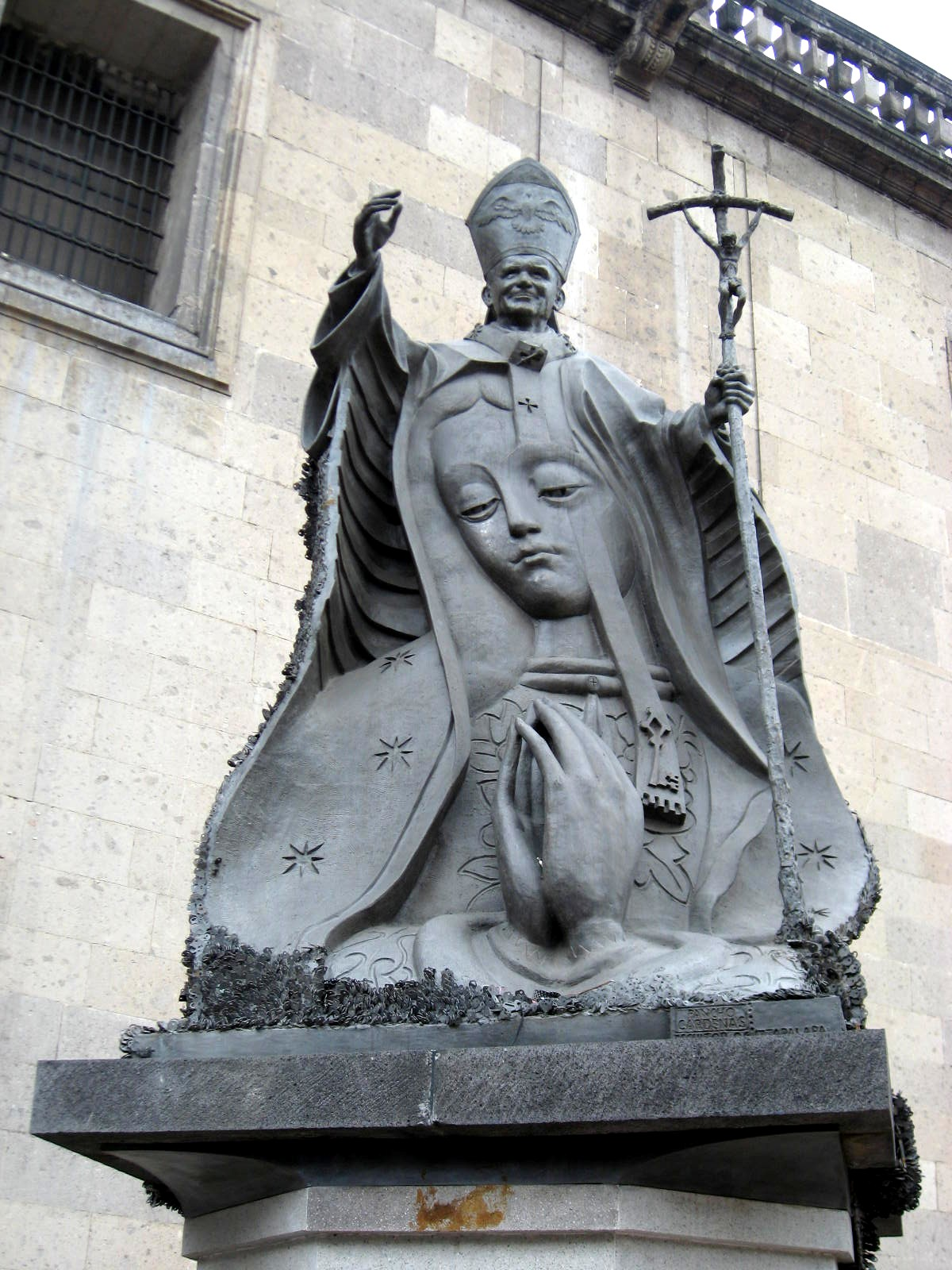
Monumento a Juan Pablo II ubicado fuera de la Catedral de México

El Papa Juan Pablo II realizó cinco viajes durante su pontificado, siendo su primera visita a República Dominicana, la primera vez que un Papa visitaba dicho país, y además fue parte de su primer viaje apostólico de su pontificado que incluyó a México y Bahamas.

## Primera visita (26 de enero - 1 de febrero de 1979)

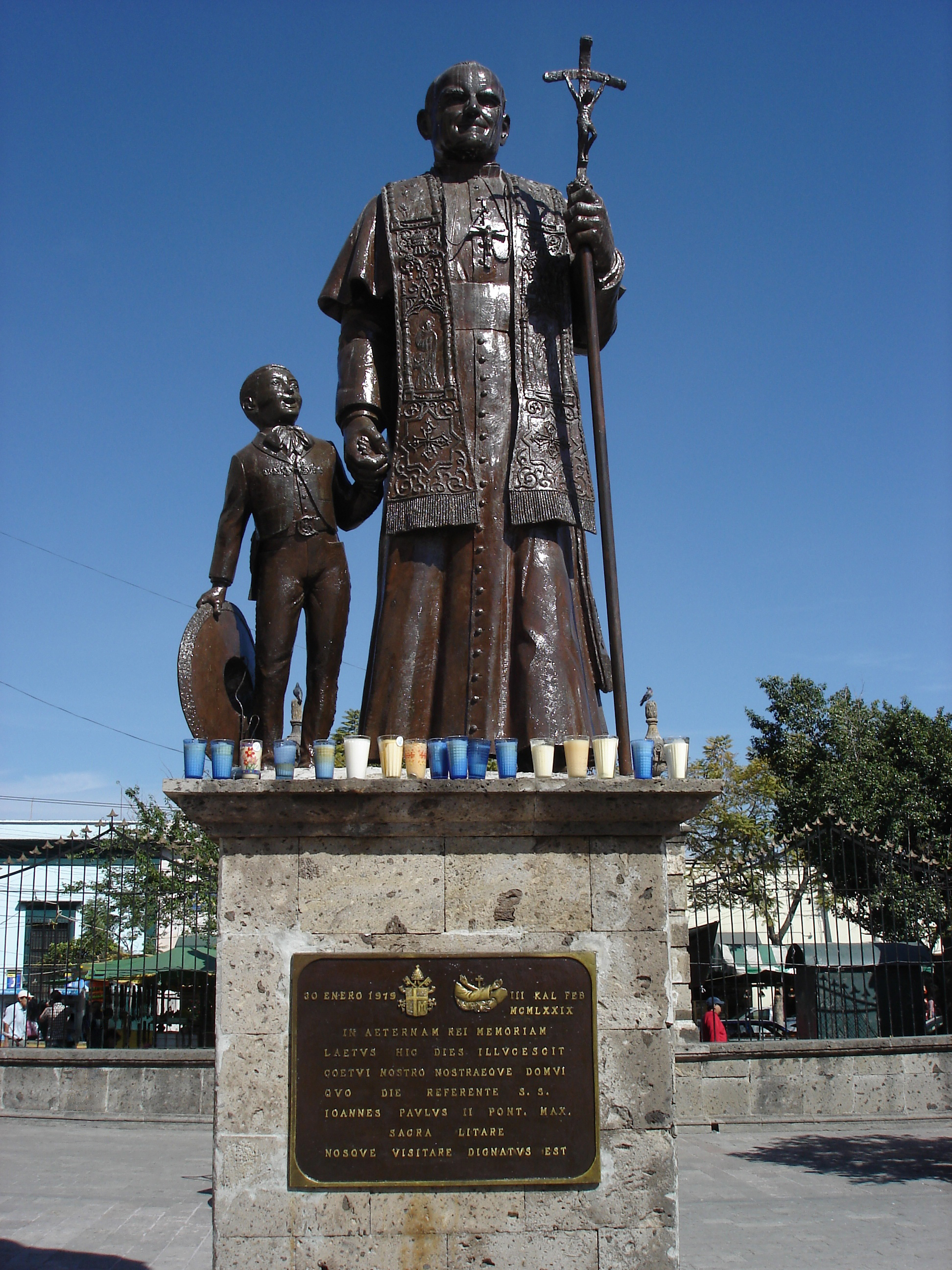
En la primera visita del Papa Juan Pablo II, visita Santuario de la Virgen de Zapopan, en Guadalajara, imagen de un monumento conmemorativo de la visita.

La primera visita de Juan Pablo II ocurrió en 1979, dentro de su primera visita apostólica que incluyó a República Dominicana y Bahamas. Su viaje incluyó la Ciudad de México, Puebla, Oaxaca, Guadalajara y Monterrey.
El 26 de enero de 1979, llegó a Ciudad de México desde Santo Domingo, en visita sin carácter oficial, arribando al Aeropuerto Internacional Benito Juárez, donde se dirige a la Catedral metropolitana donde dijo:

De mi Patria se suele decir: Polonia Semper fidelis. Yo quiero poder decir también: ¡México Semper fidelis! ¡México siempre fiel! De hecho la historia religiosa de esta Nación es una historia de fidelidad; fidelidad a las semillas de fe sembradas por los primeros misioneros; fidelidad a una religiosidad sencilla pero arraigada, sincera hasta el sacrificio.

Al día siguiente viajó a Puebla por tierra, donde utilizando un vehículo descapotable, que fue un improvisado papamóvil, según el Cardenal Alfonso López-Trujillo, en un viaje casi le provoca una insolación, donde inauguró la Tercera Conferencia General del Episcopado Latinoamericano en el Seminario Conciliar Palafoxiano, que tenía como tema "La evangelización en el presente y futuro de América Latina", en el discurso inaugural menciona un tripode que fue la espinal dorsal de dicha conferencia que fue: la verdad sobre Cristo, sobre la Iglesia y sobre el hombre.
El día 29 de enero llegó a Oaxaca, en la Catedral pronunció una homilía sobre el apostolado de los laicos, luego llega a Cuilapan donde se reúne con las comunidades indígenas.
El 30 de enero, llega a Guadalajara, donde visita el barrio de Santa Cecilia y el Seminario Mayor, tuvo un encuentro con los trabajadores y sus familias en el Estadio Jalisco, y finaliza con una visita al Santuario de Nuestra Señora de Zapopan.
El último día de la visita pastoral fue a la Ciudad de México, donde en el Santuario de Nuestra Señora de Guadalupe, se reúne con universitarios católicos y por la tarde partió a Monterrey, donde se reúne con el mundo del campo, en el lecho seco del río de Santa Catarina, en Monterrey abordó el avión que partió rumbo a Bahamas, finalizando la visita pastoral a México.
En este primer viaje pronunció 36 discursos, se reunió con alrededor de 15 millones de personas y tuvo un encuentro privado con el presidente de México José López Portillo.

## Segunda visita (6 de mayo - 13 de mayo de 1990)

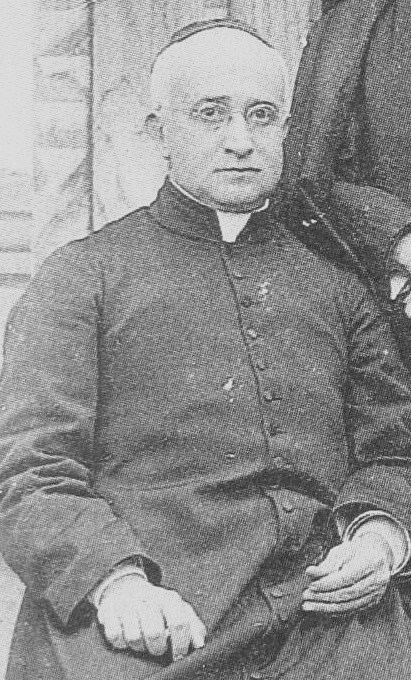
Durante la segunda visita el Papa Juan Pablo II beatificó a Juan Diego, a los niños mártires de Tlaxcala y a la José María de Yermo (en la foto)

La segunda visita a México, se llevó a cabo por invitación del Presidente Carlos Salinas de Gortari en Roma, el papa aceptó la invitación y volvió a territorio mexicano el día 6 de mayo de 1990, aunque no fue recibido con los honores de jefe de Estado, fue recibido por el presidente de la república al aeropuerto, dedicándole palabras de bienvenida, Juan Pablo II, dio un discurso donde señaló 

Al poner pie de nuevo en esta tierra bendita de México, donde la Virgen de Guadalupe puso su trono como Reina de las Américas, viene inevitablemente a mi memoria el recuerdo de mi primera visita a esta amada Nación. El Señor, dueño de la historia y de nuestros destinos, ha querido que mi pontificado sea el de un Papa peregrino de evangelización, para recorrer los caminos del mundo llevando a todas partes el mensaje de la salvación. Y quiso el Señor que mi peregrinación, realizada a lo largo de estos años, comenzase precisamente con mi viaje apostólico a México, tras breve estancia en la ciudad de Santo Domingo, para seguir así la ruta de los primeros evangelizadores que llegaron a estas tierras de América, hace ya casi 500 años. Puedo decir que aquella primera visita pastoral a México, con sus etapas en esta ciudad Capital y, luego en Puebla, Guadalajara, Oaxaca y Monterrey, marcó realmente mi pontificado haciéndome sentir la vocación de Papa peregrino, misionero.

Durante esta visita el Papa Juan Pablo II visitó Ciudad de México, Valle de Chalco Solidaridad, Veracruz, Aguascalientes, San Juan de los Lagos, Durango, Chihuahua, Monterrey, Tuxtla Gutiérrez, Villahermosa, Zacatecas, Tlalnepantla y Cuautitlán.
El día 6 de mayo beatifica a Juan Diego Cuauhtlatoatzin, a los Niños Mártires de Tlaxcala y al sacerdote José María de Yermo, en la explanada del Basílica de Santa María de Guadalupe.
El día 7 de mayo celebra misa en Valle de Chalco ante quinientas mil personas, donde en su homilía, recordó a los damnificados por el terremoto de México, diciendo:

No podemos vivir y dormir tranquilos mientras miles de hermanos nuestros, muy cerca de nosotros carecen de lo más indispensable para llevar una vida humana digna.

Ese día 7 de mayo visita Veracruz, en el malecón celebró misa, frente a miles de personas, en la homilía habló sobre la evangelización, los 500 años de la evangelización de América y cómo México se ha vuelto una nación con gran población católica:

Vuestra identidad concreta está marcada por muchos elementos raciales, culturales, religiosos, que se han ido fundiendo y configurando en la nación mexicana.Y esta realidad vuestra ha sido escogida por el Señor, para hacer de vosotros linaje elegido, sacerdocio real, nación santa, pueblo de su propiedad.

El día 11 de mayo, fue el encuentro con el mundo de la cultura, que llevó en la Biblioteca México de la Ciudadela, donde se reunió con mil trescientos intelectuales, donde el historiador Silvio Zavala recordó a fray Julián Garcés, y la bula Sublimis Deus del Papa Pablo III, sobre la dignidad de los indígenas.

## Tercera visita (11 y 12 de agosto de 1993)

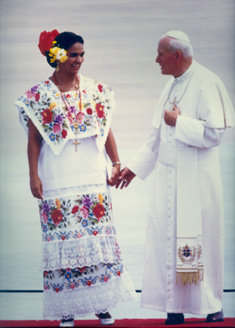
Gobernadora Dulce María Sauri Riancho recibiendo al Papa Juan Pablo II en el Aeropuerto de Mérida.

La tercera visita de Juan Pablo II, fue la más breve y la primera donde fue recibido como jefe de Estado, esta visita que fue parte del viaje que lo llevó a la Jornada Mundial de la Juventud en Denver, Estados Unidos. Fue recibido en el Aeropuerto Internacional de Mérida por el presidente Carlos Salinas de Gortari y la gobernadora del estado de Yucatán, Dulce María Sauri Riancho.
El evento central de esta visita fue el encuentro con las comunidades indígenas donde en el Santuario de Nuestra Señora de Izamal, donde se dirigió un discurso con estas palabras:

En vuestras personas veo con los ojos de la fe a las generaciones de hombres y mujeres que os han precedido a lo largo de la historia, y deseo expresaros una vez más todo el amor que la Iglesia os profesa. Sois continuadores de los pueblos tupiguaraní, aymara, maya, quechua, chibcha, nahuatl, mixteco, araucano, yanomani, guajiro, inuit, apaches y tantísimos otros que han sido creadores de gloriosas culturas, como la azteca, maya, inca. Vuestros valores ancestrales y vuestra visión de la vida, que reconoce la sacralidad del ser humano y del mundo, os llevaron, gracias al Evangelio, a abrir el corazón a Jesús, que es “el Camino, la Verdad y la Vida”

Luego de hospedar en la ciudad de Mérida, se dirigió a Denver, Estados Unidos.

## Cuarta visita (22 de enero - 26 de enero de 1999)
En esta visita el Papa firma y entrega la exhortación apostólica postsinodal Ecclesia in America, basada en las conclusiones obtenidas a partir de la Asamblea Especial para América del Sínodo de los Obispos con el tema "Encuentro con Jesucristo vivo, camino para la conversión, la comunión y la solidaridad en América", que se llevó a cabo a fines del año 1997, la cual fue firma el día 22 en la nunciatura apostólica y entregada al día siguiente en la Basílica de Nuestra Señora de Guadalupe.
Esta visita solo fue a la capital de México, incluyó encuentros con el cuerpo diplomático, una reunión con los jóvenes en el Autódromo Hermanos Rodríguez, donde se realizó una misa con alrededor de un millón de asistentes, visitó a los enfermos en el hospital Adolfo López Mateos, y se realizó un evento masivo denominado tuvieron Encuentro de las generaciones en el Estadio Azteca.

## Quinta visita (30 de julio - 1 de agosto de 2002)
En esta su última visita de su santidad Juan Pablo II a México fue recibido como jefe de Estado por el entonces presidente Vicente Fox, canonizo a San Juan Diego Cuauhtlatoatzin y beatificó a los Mártires de Cajonos en la Basílica de Guadalupe.

### General
- Viajes de Juan Pablo II a México en el DICCIONARIO DE HISTORIA CULTURAL DE LA IGLESIA EN AMÉRICA LATINA

### Primera visita
- Página sobre el viaje apostólico a República Dominicana, México y Bahamas, Sitio de la Santa Sede

### Segunda visita
- Página sobre el viaje apostólico a México y Curaçao, Sitio de la Santa Sede

### Tercera visita
- Página sobre el viaje apostólico a Jamaica, México y Estados Unidos, Sitio de la Santa Sede

### Cuarta visita
- Página sobre el viaje apostólico a México y St. Louis, Estados Unidos, Sitio de la Santa Sede

- Datos: Q24960655